# Saint-Aubin-le-Vertueux
Saint-Aubin-le-Vertueux là một xã của tỉnh Eure, thuộc vùng Normandie, miền bắc nước Pháp.